# أطول رحلة (فلم)
أطول رحلة هو فيلم درامي رومانسي  الأمريك، كتبه كريغ بولوتين. استنادًا إلى رواية نيكولاس سباركس لعام 2013 التي تحمل الاسم نفسه.

## قصة الفيلم
لوك كولينز (سكوت إيستوود) هو راكب الثيران في جولة محترفي ركوب الثور (PBR)، الذي أصيب بجروح خطيرة في ليلة ممارسته لهذه الرياضة. بعد عام من التعافي، بدأ ركوب الثيران من جديد وقابل صوفيا دانكو (بريت روبرتسون) بعد أن حضرت العرض. فهي من محبي الفن الذين يعيشون في سكن الطالبات الجامعي مع تدريب مضمون في مدينة نيويورك. في الطريق إلى البيت من موعدهم الأول، قد عثروا علي حادث سيارة في الغابة وقد ساعدوا في إنقاذ رجل كبير في السن عالق في الداخل. فقامت صوفيا أيضا بسحب من السيارة صندوق مصنوع من الخوص.
تزور صوفيا باستمرار، أثناء وجودها في المستشفى، الرجل البالغ من العمر 91 عامًا - إيرا ليفنسون (ألن ألدا)- الذي أنقذته هي ولوك. وقد وضح لها أن هناك رسائل في الصندوق، التي كتبها في سن المراهقة، وهي قد عرضت قرائتها له. يرويان قصة كيف التقى بزوجته الراحلة، روث (أونا تشابلن)، في 10 أبريل 1940. فبدأت قصصهم في التداخل. فقد وجد لوك صورة قديمة لإيرا وروث التي سقطت خارج الصندوق في سيارته وقد أخذ هذه الصورة إلى المستشفى. في ذكريات الماضي، فتقول روث إيرا الشاب أنها تريد عائلة كبيرة. وفي النهاية، يعرض عليها الزواج قبل أن يغادر للقتال في الحرب العالمية الثانية. ومع ذلك، قد تم إطلاق النار على إيرا خلال الهجوم، وقد قال الطبيب له لاحقًا أنه لم يعد بإمكانه إنجاب أطفال، الخبر الذي تسبب في جعل مسافة بينه وبين روث عندما عاد من الحرب وقد عرف كم كانت روث تريد أن تكون الأم. قد قرروا أن يبذلوا ما في وسعهم لإنجاح الأمر بغض النظر عن أي شئ والانتقال للعيش معا، وتزيين المنزل بالعديد من اللوحات التي يحبها هو وروث أكثر من أي شيء آخر.
يستمر لوك في ركوب الثيران، بغض النظر عن خطر التعرض للضرر مرة أخرى، في حين يقع هو وصوفيا في الحب. أما إيرا فهو الآن خارج المستشفى وقد تم نقله إلى دار رعاية المسنين، حيث تواصل صوفيا زيارته. تتلقى صوفيا مكالمة من رئيستها في نيويورك تطلب منها حضور معرض فني في شارلوت الأسبوع المقبل، حيث قد قامت صوفيا بدعوة لوك لحضوره. أثناء وجودهم هناك، قد قال لوك تعليقًا فظًا لمدير صوفيا، الذي تسبب في حدث جدال بينهم. قد تحدثوا عن اختلاف عوالمهم، ويشعر لوك بأن علاقتهم الرومانسية لن تنجح بسبب اختلاف عالم كل منهما. العودة إلى الوطن، قد ذهبت صوفيا إلى إيرا لطلب المشورة. ثم يقوم بحكي قصة كيف جعلوا وضعم يعمل. كانت روث معلمة مدرسة وأصبحت هناك مرتبطة جدًا بصبي صغير في فصلها يدعى دانييل ماكدونالد. ولأن دانيال يعيش مع أخيه غير الشقيق وزوجته غير المهتمين به، فبدأ هو وإيرا في اعتباره واحد منهم وخاص بهم، وقررت راووث في وقت لاحق تبنيه رسمياً كإبن لها، لكن أقاربه الذين لا يشعرون بصدق لا يسمحون لها بفعل بذلك.
في هذه الأثناء، أصاب لوك نفسه مرة أخرى، مما أدى إلى نقله إلى المستشفى. بينما تغادر صوفيا إلى نيويورك، تتلقى مكالمة وتذهب لرؤيته. نصح لوك بعدم ركوب الثيران مرة أخرى، لكنه يرفض قبول أن حياته المهنية قد انتهت. إثر خصومة كلامية، انفصل لوك وصوفيا. في ذكريات الماضي، أنفصل إيرا وروث لأن روث لا تستطيع رؤية حياة مع إيرا بدون أطفال في المستقبل. ومع ذلك، وبعد أسابيع، قد عادت روثت إلي بيتها وتعترف بحبها لبعضهم البعض. في صباح أحد الأيام، والآن في الثمانين من عمرها، قد أستيقظ إيرا ليجد روث قد ماتت أثناء نومها. فقد قام بجمع كل اللوحات التي جمعوها معا لبيعها في مزاد. وفي إحدى الليالي، طرقت امرأة على باب منزله تدعي أنها زوجة دانيال ماكدونالد، الطفل الذي كادت وتبنته عندما كانوا أصغر سناً، لإبلاغه بأن دانيال، الذي أصبح فيما بعد عالم فلك في بريطانيا، قد مات. أعطته صورة لروث التي رسمها دانييل وكانت الصورة التي التقطها واحتفظ بها دانييل لإيرا وروث (التي عثر عليها لوك في سيارته في يوم الحادث) مع رسالة على ظهرها تقول: «روث ليفنسون، مدرستي في الصف الثالث، لقد أخبرتني أنني يمكنني أن أكون أي شيء أريد أن أكونه عندما أكبر». وقد أصبح دانيال أستاذاً لعلم الفلك في ذكرى معلمته المفضلة.
تستمرصوفيا في دراستها في ويك فورست ويستمر لوك في ركوب الثيران. في أحد الأيام، تم الإتصال بهما من قبل محامي إيرا، (تتلقى صوفيا مكالمة هاتفية أثناء وجودها في الفصل، ويفتح لوك رسالة بعد رحلة صعبة) لإبلاغهم بأن إيرا قد مات وأن هناك مزادًا لبيع اللوحات. لوك يفوز بركوبه الأخير ويفوز بكأس بطولة الثيران، لكنه يشعر بخيبة أمل لأن صوفيا ليست معه. ثم قرر الذهاب إلى المزاد، حيث يشتري اللوحة الأولى، صورة دانيال عن روث. يتحدث كل من صوفيا ولوك مع بعضهما البعض، ويخبرها أنه لن يركب الثيران بعد الآن لأن ما يريده حقاً هو أن يكون معها. بينما كان يقبلون بعض، قد اندلعت ضجة في غرفة المزاد. تم إبلاغ لوك بأنه الآن مالك جميع لوحات إيرا منذ أن ترك إيرا رسالة في وصيته تفيد بأن كل من اشترى الصورة سيحصل عليها جميعًا لأنها تعتبر أهم لوحة بالنسبة له، مما يجعل لوك غنيًا جدًا في هذه العملية.
بعد عام واحد، قام كل من لوك وصوفيا، المتزوجين الآن، ببناء متحف مخصص لإيرا وروث ولوحاتهما. يأخذ لوك صوفيا إلى الكلية القديمة حيث اعتادت إيرا وروث قضاء ذكري زواجهما هناك. يجلسون تحت نفس الشجرة ويقرأون رسائل إيرا معًا.

## طاقم التمثيل
- سكوت إيستوود في دور لوك كولينز
- بريت روبرتسون في دور صوفيا كولينز (ني دانكو)
- ألن ألدا في دور إيرا ليفنسون
- ميليسا بينويست في دور مارسيا
- جاك هيوستن في دور يونج إيرا
- أونا تشابلن في دور روث
- لوليتا دافيدوفيتش في دور ليندا كولينز
- جلوريا ريوبن في دور أدريان فرنسيس
- باري راتكليف في دور خبير مزادات
- بيتر جوراسيك في دور هوى ساندرز
- بريت إدواردز في دور جاريد ميدلتون
- هنتر بورك في دور ديفيد ستاين
- ألينا ليا في دور بروك
- رانجو الثور نفسه [1][2]

## الإنتاج
في أبريل عام 2014، قامت فوكس 2000 بيكتشرز بتأهيل فيلم ليتم إصداره في 10 أبريل 2015، مع جورج تيلمان جونيور في محادثاته النهائية لتوجيه، كريج بولوتين الذي يصور السيناريو، وبريت روبرتسون في دور صوفيا دانكو، وأونا تشابلن في دور روث، سكوت إيستوود مثل لوك كولينز، وجاك هيوستن ويونغ إيرا، وألن ألدا كإيرا الكبيرة في السن.'تصوير سينمائي
بدأتتصوير رئيسي  في 16 يونيو 2014، في ويلمينغتون ووينستون-سالم (كارولاينا الشمالية). في 28 يوليو، بدأ التصوير في جاكسونفيل، حيث تم تصوير مشهد رئيسي لمسابقات روديو (حلبة مصارعة ثيران). كانت PBR (جولة محترفي ركوب الثور) هي المستشار الفني ومنتج لجميع أحداث ركوب الثيران. تضاعف الفرسان الثيران PBR لسكوت وظهرت في الفيلم. الحبيب الأعلى رتبة PBR «رانجو» [5] الثور هو الذي لعب دور الثور في الفيلم. ثم انتقل فريق العمل إلى وينستون سالم في لورانس جويل فيتيرانس ميموريال كولوسيوم.  

## الارباح
حقق فيلم أطول رحلة إجمالي 37,446,117 دولار في أمريكا الشمالية و 25,498,698 دولار في الأقاليم الأخرى ليصل العدد الإجمالي في جميع أنحاء العالم إلى 62,944,815 دولار. [3] في الإسبوع الافتتاحي للفيلم، حقق الفيلم ربحًا قدره 13,019,686 دولارً، واحتل المركز الثالث في البوكس أوفيس بعد فيلم الغضب 7 إجمالي 59,585,930 دولار وفيلم الوطن (فيلم) إجمالي (18,532,280 دولار. [3]

## رأي النقاد
حصل فيلم «أطول رحلة» على تقييمات سلبية من النقاد. على موقع مجمع للتقييمات روتن توميتوز، قد حصل الفيلم على تصنيف 29٪، استنادًا إلى 112 تقييمًا، بمتوسط تقييم 4.4 / 10.  يقول مجمع النقد للموقع: «إن فيلم «أطول رحلة» هو أقل تلاعبًا مقارنتًا بأفلام» نيكولاس سباركس«السابقة، ولكنها ما زالت مصطنعة ومستعارة بشكلًا واضح - وهذا الأمر ليس بأهمية بالنسبة للجمهور المستهدف». في ميتاكريتيك، فهو موقع إلكتروني يضع تصنيفًا نظاميًا، قد حصل الفيلم على 33 درجة من 100، على أساس 30 منتقدًا، مما يشير إلى أن أن هذا الفيلم قد حصل علي «مراجعات غير مواتية بشكل عام». حصل الفيلم على مستوى متوسط "A" في استطلاع درجات السينما على مقياس يتراوح من "A+" إلى "F" ، مسجلاً بإن لأول مرة عند اقتباص رواية للكاتب المتميز «سباركس» تحصل علي "A" منذ 11 عامًا وهذة الفترة منذ اصدارفيلم دفتر الملاحظت (2004). 

## الإعلامية الأصلية
تم إصدار فيلم «أطول رحلة» على قرص الفيديو الرقمي DVD و (بلوراي) في 14 يوليو 2015.

## روابط خارجية
- مقالات تستعمل روابط فنية بلا صلة مع ويكي بيانات
- الموقع الرسمي
- فيلم «أطول رحلة» علي قاعدة بيانات الأفلام على الإنترنت

- فيلم «أطول رحلة» علي بوكس أوفيس موجو

- فيلم «أطول رحلة» علي روتن توميتوز

- فيلم «أطول رحلة» علي ميتاكريتيك

لا توجد روابط لمواقع التواصل الاجتماعي.